# Pareidae
Pareidae (лат.) — семейство змей. Ранее рассматривалось как подсемейство в составе семейства ужеобразных. Выделено в отдельное семейство.

## Роды
В состав семейства включают 45 видов из 4 родов:
- Aplopeltura Duméril, 1853 — ремневидные змеи, или тупоголовые змеи, или индийские моллюскоеды
- Asthenodipsas Peters, 1864
- Pareas Wagler, 1830 — Азиатские моллюскоеды Ваглера[5]
- Xylophis Beddome, 1878 — ксилофисы